# Adelascopora stellifera
Adelascopora stellifera is een mosdiertjessoort uit de familie van de Fenestrulinidae. De wetenschappelijke naam van de soort is voor het eerst geldig gepubliceerd in 2000 door Moyano.